# Francisco de Paula Solano Pérez-Lila

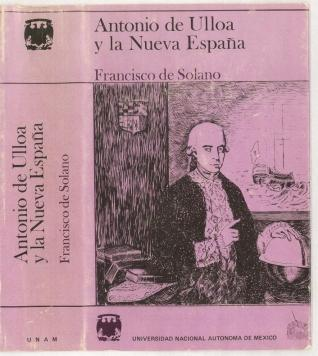
Portada de una de sus obras

Francisco de Paula Solano Pérez-Lila (Jerez de la Frontera,  1930 - Madrid, 18 de agosto de 1996) fue un Historiador y americanista Español.

## Biografía
Historiador, americanista. Miembro del CSIC y académico correspondiente, por Cádiz, de la Real Academia de la Historia. Fue Premio Nacional de Literatura en 1974.
Estuvo en posesión de diversas condecoraciones nacionales y extranjeras, y fue comendador de número de la Orden de Isabel la Católica.
La asociación cultural Cine-Club Popular ha solicitado al Ayuntamiento de Jerez una calle con su nombre.